# Tarnfirma
Als Tarnfirma wird eine Firma bezeichnet, deren Aktivitäten nur vorgeschoben sind, sodass auch illegale Aktivitäten verdeckt werden. In Zusammenhang mit der steuerlichen Gestaltungsmöglichkeit und dem Bereich der Steuerhinterziehung spricht man hingegen von Briefkastenfirmen.  Rechtsunwirksam entstandene Firmen nennt man Scheinunternehmen. 

## Nachrichtendienste

### Vorgehensweise
Zur Tarnung eingerichtete Firmen von Personen, Gruppen oder Organisationen (Geheim- und Nachrichtendiensten, Militär und Regierungen) dienen der Verschleierung und Finanzierung von nachrichtendienstlichen Operationen und den verdeckten Ermittlungen im Bereich der Schwerst-, Banden- und organisierten Kriminalität. Häufig werden jedoch auch existierende Firmen genutzt, um über deren regulären Aktivitäten nachrichtendienstliche Erkenntnisse zu gewinnen oder Personal anzuwerben. 
Von deutschen Diensten in Deutschland eingerichtete Firmen zahlen offiziell Steuern und Sozialabgaben, um die wahre Identität der als Personal eingesetzten Beamten zu tarnen und Informanten zu entlohnen. Die für eine Gründung zuständigen Institutionen oder Kammern werden über den „beabsichtigten nachrichtendienstlichen Zweck“ natürlich nicht in Kenntnis gesetzt, wie die Bundesregierung in der Antwort auf eine Kleine Anfrage der Bundestagsabgeordneten Martina Renner mitteilte. Das Kapital für Gründung und Betrieb des Bundesamtes für den Verfassungsschutz (BfV) und des Bundesnachrichtendienstes (BND) werde aus deren jeweiligen Haushalten zur Verfügung gestellt, wohingegen Tarnfirmen des MAD gar „keinen Kapitaleinsatz“ benötigten.

### Beispiele für Tarnfirmen (Deutschland)
- Interhandel, eine Tarnfirma der I.G. Farben in der Schweiz.
- „Thiele und Friedrichs Marketing GbR“ des Bundesnachrichtendienstes (BND) war eine 2003 gegründete Firma,[4] die einzig dem Zweck diente, den irakischen Flüchtling Rafid Ahmed Alwan (Deckname Curveball) für seine Aussagen zu irakischen Massenvernichtungswaffen zu bezahlen. Er gab dem BND Informationen über das Biowaffenprogramm des Irak, die u. a. von Geheimdienstmitarbeitern angezweifelt wurden. Der BND gab die Informationen an die amerikanischen Partnerdienste weiter, wo sie letztlich bis zum damaligen Verteidigungsminister Donald Rumsfeld gelangten. Politisch relevant wurden die Aussagen am 5. Februar 2003, als US-Außenminister Colin Powell den UNO-Sicherheitsrat über die Existenz von chemischen und biologischen Waffen im Irak informierte.[5] Dabei berief sich Powell auch auf die Aussagen eines „irakischen Chemieingenieurs“, der die Produktion von Biowaffen überwacht haben soll, also um Rafid Ahmed Alwan. Auch auf der Grundlage dieser Aussagen forcierten die USA den Einmarsch in den damals von Saddam Hussein regierten Irak. 2011 sagte Alwan dem britischen Guardian, dass seine Informationen über vermeintliche Biowaffen und geheime Massenvernichtungsanlagen gelogen waren.[6]

### Beispiele für Tarnfirmen (USA)
- Air America war eine vom CIA kontrollierte Fluggesellschaft, die während des Vietnamkriegs verdeckte Operationen in Südostasien durchführte.
- Tepper Aviation ist eine mutmaßlich vom US-amerikanischen Geheimdienst CIA finanzierte Fluggesellschaft. Sie wird mit Extraordinary rendition in Verbindung gebracht.
- Studio Six, eine Filmproduktionsfirma, die zur Tarnung der Operation Canadian Caper gegründet wurde, siehe auch Argo.[7]